# Лесюк Ярослав Васильович
Ярослав Васильович Лесюк (нар. 8 травня 1952, Львів) — український психолог і політтехнолог. Президент Фонду «Український вимір».
Народний депутат України з 2015 року. Голова підкомітету з питань державної політики у сфері розвитку та використання державної мови та мов національних меншин в Україні Комітету Верховної Ради з питань культури і духовності.

## Життєпис
У 1998 році працював ідеологом парламентської кампанії Народного Руху України, був керівником його Політуправління при В'ячеславові Чорноволі.
У 2001 році перейшов зі складу Центрального Проводу на посаду керівника штабу партії.

## Цікаві факти
Саме він придумав рухівські слогани «Бандитам — тюрми», «Потрібні зміни!», «Ми українці — це наша земля!», також «Не словом, а ділом!», що стало слоганом блоку «Наша Україна» у 2002.